# Хуан Альвіна Безерра
Хуан Альвіна Безерра (порт.-браз. Juan Alvina Bezerra; нар. 16 лютого 2003, Ріо-де-Жанейро, Бразилія) — бразильський футболіст, правий вінґер та нападник «Олександрії».

## Життєпис
Народився в Ріо-де-Жанейро. Футбольну кар'єру розпочав у «Васко да Гама», за юнацькі та молодіжні команди якої виступав з 2017 по 2023 рік. За першу команду «Васко да Гами» дебютував 14 січня 2023 року в нічийному (0:0) домашньому поєдинку 1-го туру Серії А Ліги Каріоки проти «Мадурейри». Хуан вийшов на поле на 85-й хвилині замість Паулу Віктора. У січні 2023 року двічі виходив на поле в матчах Ліги Каріоки.
12 вересня 2023 року підписав 3-річний контракт з «Олександрією». У футболці «городян» дебютував 22 вересня 2023 року в програному (1:5) домашньому поєдинку 8-го туру Прем'єр-ліги України проти одеського «Чорноморця». Хуан вийшов на поле на 70-й хвилині замість Джевані. Перший м'яч в еліті українського футболу забив 11 листопада того ж року у ворота рівненського «Вереса» (1:0). 